# Даніель Шітту
Даніель Шітту (англ. Danny Shittu, нар. 2 вересня 1980, Лагос) — нігерійський футболіст, захисник клубу «Міллволл».
Насамперед відомий виступами за клуб «Квінз Парк Рейнджерс», а також національну збірну Нігерії.

## Клубна кар'єра
У дорослому футболі дебютував 1999 року виступами за команду клубу «Чарльтон Атлетик», в якій провів два сезони. 
Згодом у 2001 році грав на правах оренди у складі команд клубів «Блекпул» та «Квінз Парк Рейнджерс».
Справив гарне враження на тренерський штаб «Квінз Парк Рейнджерс» і 2002 року уклав з клубом повноцінний контракт. Відіграв за лондонську команду наступні чотири сезони своєї ігрової кар'єри. Більшість часу, проведеного у складі «Квінз Парк Рейнджерс», був основним гравцем захисту команди.
Протягом 2006—2012 років захищав кольори клубів «Вотфорд», «Болтон Вондерерз», «Міллволл» та «Квінз Парк Рейнджерс».
До складу клубу «Міллволл» приєднався 2012 року. Наразі встиг відіграти за клуб з Лондона 15 матчів в національному чемпіонаті.

## Виступи за збірну
У 2000 році дебютував в офіційних матчах у складі національної збірної Нігерії. Наразі провів у формі головної команди країни 28 матчів.
У складі збірної був учасником чемпіонату світу 2010 року у ПАР, Кубка африканських націй 2008 року у Гані, Кубка африканських націй 2010 року, що проходив в Анголі і на якому нігерійська команда здобула бронзові нагороди.

## Титули і досягнення
- Бронзовий призер Кубка африканських націй: 2010